# روبرت كلاري
روبرت كلاري (بالفرنسية: Robert Clary)‏
```
هو 
كاتب غير روائي
 
ومغني
 
وممثل
 
فرنسي
، ولد في 1 مارس 1926 
بباريس
 في 
فرنسا
.
[
3
]
[
4
]
[
5
]
```

## أعمال

### مسلسلات
- هوجانز هيروز

## وصلات خارجية
- روبرت كلاري على موقع IMDb (الإنجليزية)
- روبرت كلاري على موقع روتن توميتوز (الإنجليزية)
- روبرت كلاري على موقع ألو سيني (الفرنسية)
- روبرت كلاري على موقع ميوزك برينز (الإنجليزية)
- روبرت كلاري على موقع تيرنر كلاسيك موفيز (الإنجليزية)
- روبرت كلاري على موقع أول موفي (الإنجليزية)
- روبرت كلاري على موقع قاعدة بيانات برودواي على الإنترنت (الإنجليزية)
- روبرت كلاري على موقع قاعدة بيانات الأفلام السويدية (السويدية)
- روبرت كلاري على موقع إن إن دي بي (الإنجليزية)
- روبرت كلاري على موقع ديسكوغز (الإنجليزية)